# 네덜란드 U-17 축구 국가대표팀
네덜란드 U-17 축구 국가대표팀(네덜란드어: Nederlands voetbalelftal onder 17)은 해당 연령대의 국제 축구에서 네덜란드를 대표하는 축구팀이며, 네덜란드 축구 관리 기관인 네덜란드 왕립 축구 협회의 관리를 받는다. UEFA U-17 축구 선수권 대회에	12번 참가해 2011년과 2012년, 2018년, 2019년에 우승을 차지했다.

## 같이 보기
- 네덜란드 축구 국가대표팀
- 네덜란드 U-21 축구 국가대표팀
- 네덜란드 U-19 축구 국가대표팀
- 네덜란드 여자 축구 국가대표팀